# Simon Pettersson
Simon Pettersson (* 3. Januar 1994 in Tobo, Uppsala) ist ein schwedischer Leichtathlet, der sich auf den Diskuswurf spezialisiert hat. Sein größter sportlicher Erfolg stellt der Gewinn der Silbermedaille bei den Olympischen Sommerspielen 2021 in Tokio dar.

## Sportliche Laufbahn
Simon Pettersson betrieb von Kindesbeinen an zahlreiche Sportarten, darunter Tischtennis, Golf und Fußball. Im Alter von sieben Jahren begann er mit der Leichtathletik und spezialisierte sich ab 2013 auf den Diskuswurf. 2010 trat er erstmals in internationalen Wettkämpfen in den Wurfdisziplinen Kugelstoßen und Diskuswurf an. In den folgenden Jahren war er längst nicht so festgelegt, da er zunächst vor allem als Zehnkämpfer antrat. 2011 wurde er Schwedischer Vize-U18-Meister in dieser Disziplin. Ab 2013 legte er den Fokus dann verstärkt auf den Diskuswurf. Im August wurde er in dieser Disziplin Schwedischer Juniorenmeister und belegte bei nationalen Meisterschaften der Erwachsenen den sechsten Platz. Im Juli trat er bei den U20-Europameisterschaften in Rieti an. Dort scheiterte er mit 53,06 m in der Qualifikation und landete auf dem 17. Platz. 2014 steigerte er sich mit dem Wurfgewicht der Erwachsenen von 2 kg auf 55,39 m und siegte bei den Schwedischen U23-Meisterschaften. 2015 gelang ihm im Mai erstmals in einem Wettkampf ein Wurf über 60 Meter. Im Juli trat er bei den U23-Europameisterschaften in Tallinn an. Dort belegte er mit 58,05 m den fünften Platz.
2016 konnte er sich erneut leicht verbessern. 2017 steigerte er sich bis auf 64,88 m und erfüllte damit die Qualifikation für die Weltmeisterschaften in London. Vor der Titelkämpfen wurde er im Juli Schwedischer Vizemeister, bevor er im August in London in das Finale einziehen konnte. Darin ließ er bei seiner Weltmeisterschaftspremiere als Elfter mit einer Weite von 60,39 m einen Athleten hinter sich. 2018 gewann er erneut die Silbermedaille bei den Schwedischen Meisterschaften und reiste mit erneuter Bestleistung im August zu den Europameisterschaften nach Berlin. Im Finale warf er als größte Weite 64,55 m, mit denen er als Vierter sein bis dahin bestes internationales Ergebnis erzielte. 2019 steigerte sich Pettersson kurz vor den Weltmeisterschaften in Doha auf 66,39 m. In Doha konnte er auch bei seiner zweiten WM-Teilnahme in das Finale einziehen, in dem er mit 63,72 m den neunten Platz belegte. 2020 wurde er zum dritten Mal Schwedischer Vizemeister und verbesserte seine persönliche Bestleistung auf 67,72 m. Ende Mai 2021 warf er den Diskus auf eine Weite von 69,48 m und ist damit für die Olympischen Sommerspiele in Tokio qualifiziert. In Tokio gelang ihm der Finaleinzug, in dem er mit einer Weite von 67,39 m, hinter seinem Landsmann Daniel Ståhl, die Silbermedaille gewinnen konnte. Pettersson feierte damit seinen bis dahin größten sportlichen Erfolg.
2022 nahm Pettersson in den USA an seinen dritten Weltmeisterschaften teil. Als Dritter seiner Qualifikationsgruppe zog er in das Finale ein, das er schließlich als Fünfter, und damit mit seinem besten WM-Ergebnis, beendete. Danach warf er Anfang August bei den Schwedischen Meisterschaften erstmals eine Weite von über 70 Metern. Anschließend trat er bei den Europameisterschaften in München an. So wie vier Jahre zuvor in Berlin landete er im Finale erneut auf dem vierten Platz. Auch 2023 trat er in Budapest wieder bei den Weltmeisterschaften an. Dort kam er in der Qualifikation auf eine Weite von 62,53, womit er erstmals ein WM-Finale verpasste. 2024 verpasste er es bei den Europameisterschaften in Rom sich für das Finale zu qualifizieren.
2022 wurde Pettersson schwedischer Meister im Diskuswurf.

## Wichtige Wettbewerbe
| Jahr                 | Veranstaltung             | Ort                  | Platz                | Disziplin            | Weite                |
| Startet für Schweden | Startet für Schweden      | Startet für Schweden | Startet für Schweden | Startet für Schweden | Startet für Schweden |
| -------------------- | ------------------------- | -------------------- | -------------------- | -------------------- | -------------------- |
| 2013                 | U20-Europameisterschaften | Rieti                | 17.                  | Diskuswurf           | 53,06 m (1,75 kg)    |
| 2015                 | U23-Europameisterschaften | Tallinn              | 5.                   | Diskuswurf           | 58,05 m              |
| 2017                 | Weltmeisterschaften       | London               | 11.                  | Diskuswurf           | 60,39 m              |
| 2018                 | Europameisterschaften     | Berlin               | 4.                   | Diskuswurf           | 64,55 m              |
| 2019                 | Weltmeisterschaften       | Doha                 | 9.                   | Diskuswurf           | 63,72 m              |
| 2021                 | Olympische Sommerspiele   | Tokio                | 2.                   | Diskuswurf           | 67,39 m              |
| 2022                 | Weltmeisterschaften       | Eugene               | 5.                   | Diskuswurf           | 67,00 m              |
| 2022                 | Europameisterschaften     | München              | 4.                   | Diskuswurf           | 67,12 m              |
| 2023                 | Weltmeisterschaften       | Budapest             | 21.                  | Diskuswurf           | 62,53 m              |
| 2024                 | Europameisterschaften     | Rom                  | 16.                  | Diskuswurf           | 61,43 m              |

## Leistungsentwicklung
- 2013: 49,71 m
- 2014: 55,39 m
- 2015: 60,25 m
- 2016: 63,10 m
- 2017: 64,88 m
- 2018: 65,84 m
- 2019: 66,39 m
- 2020: 67,72 m
- 2021: 69,48 m
- 2022: 70,42 m